# Pancake (Band)
Pancake ist eine deutsche Rockband aus den 1970ern und frühen 1980er Jahren.

## Geschichte
Der Vorläufer der Band war die 1971 in Winnenden bei Stuttgart gegründeten Schülerband „Nyrvana Pancake“, die ursprünglich psychedelisch angehauchte Rockmusik spielte. 1972 veröffentlichte sie eine erste Single namens „Open Your Eyes“. 1974 wurde der Name gekürzt. Doch erst 1975, mit dem Album „Roxy Elephant“ sorgten sie für Aufsehen in der deutschen Krautrock-Szene. Das in der Besetzung Walter Negele (Gitarre), Werner Bauer (Bass), Sänger Hampy Nerlich, Tommy Metzger (Gitarre), der später als Tommy Newton zur hannoverschen Band Victory ging, sowie Kono Konopik, später Anyone’s Daughter (Schlagzeug) eingespielte Werk, erhielt positive Kritiken und wurde vor kurzem auf dem Label Garden Of Delights auf CD wiederveröffentlicht.
Im Jahr 1976 wurde die Band mehrfach umbesetzt. Sie widmete sich fortan einer symphonischen Spielart von Progressive Rock und ersetzte die zweite Gitarre durch Keyboards. In der Besetzung Hans Derer (Schlagzeug), der von Anyone´s Daughter kam, Peter Indrak (Bass), Heinz Bertsch (Keyboards) und Rainer Röhm (Gesang) absolvierten sie mehrere Auftritte und bekamen einen Plattenvertrag von dem kleinen Heidelberger Label Blubberlips, das 1977 das Album „Out Of the Ashes“ veröffentlichte. Im Sommer 1978 wurden Bertsch durch den Keyboarder Tommy Kircher, Indrak durch den damals 17-jährigen Klaus Scharff ersetzt, einen talentierten Bassisten, der – von der Gruppe „Siddhartha“ kommend – später auch als Produzent der Fantastischen Vier bekannt wurde. Für Sänger Rainer Röhm, der zunächst nicht ersetzt wurde, übernahm Hans Derer kurzzeitig die Gesangsparts. In dieser kreativ sehr produktiven Quartett-Besetzung unternahm die Band im September 1978 eine vielumjubelte Kurztournee, von der auch ein Tondokument existiert – eine 16-minütige, mit vielen Rhythmuswechseln gespickte Version des Songs „Roxy Elephant“. Diese, mit einem simplen Kassettenrecorder über Mischpult aufgenommene Werk, ist als Bonustrack auf der 2008 neuaufgelegten CD-Ausgabe von „Out of the Ashes“ zu hören. Unmittelbar nach der Tournee engagierte die Band erstmals eine Sängerin: Biggy Zmiercak.
Während Scharff 1979 ausstieg und durch Ralf Scheibe (Bass) ersetzt wurde, verließ Keyboarder Tommy Kircher mitten in der Produktion zum dritten Album die Band, um zur Italo-Gruppe „Sphinx“ zu gehen. Obwohl von Kircher viele der Kompositionsideen stammten, gelang es der Gruppe schnell Ersatz zu finden: Uli Frank, ein Keyboarder aus Stuttgart, der heute auch bei der Gruppe Aqua Loca aktiv ist. Mit ihm spielte die Band das Album „No Illusions“ ein und ging auch auf Tour. Doch obwohl die sogar weltweit vertriebene LP von einigen Kritikern durchaus wohlwollend aufgenommen wurde und Songs wie „No Touch of Illusion“ auch einige Male im Radio zu hören waren, löste sich die Gruppe im Mai 1981 auf. Im Januar 2013 hat das Label Garden Of Delights auch dieses Album veröffentlicht – und es zusätzlich mit unveröffentlichten Studio-Aufnahmen aus dem Jahre 1980 sowie einem einmaligen Live-Runion Konzert aus dem Jahre 2002 angereichert.
Mit der Sängerin Alix Koch startete die Gruppe danach ein Deutschrockprojekt namens „Alix“ (1981 bis 1983), mit dem die Band zwar viele Konzerte spielte, doch ein von dem Musiker Lenny McDowell produziertes Studioalbum wurde nie veröffentlicht. Negele, Frank und Derer schrieben einige Songs, die – unter verschiedenen Projektnamen – auf auflagenstarken Hitsamplern veröffentlicht wurden. Die zwei bekanntesten: Der Song „Märchenfee“, er wurde auch in das Musical „Nachtkind“ von Chris Evans und Walter Wigand integriert, und „Mann aus Eis“, der mehrfach gecovert wurde – unter anderem auch in einer Version der Punkband Normahl sowie der laut Negele „legitimen Nachfolge“-Gruppe von Pancake: Late. Auf deren Debüt-CD „Remember the Time“, veröffentlicht im Jahre 2006, befinden sich neben „Mann aus Eis“ gleich mehrere während der Pancake-Zeit komponierte Songs von Derer, Negele und Frank. Unter anderem auch der Titel „Panmade“, ein treibendes Instrumentalstück, mit dem sowohl Pancake als auch die Gruppe „Alix“ ihre Live-Konzerte eröffneten.
Im Jahre 2018 veröffentlichten Frank und Negele zusammen mit Sängerin Regina Riegel ein weiteres Album unter dem Namen Gina Is Late.

## Diskografie
- 1972: Open Your Eyes (Single, als Nyrvana Pancake)
- 1975: Roxy Elephant
- 1978: Out of the Ashes
- 1980: No Illusions[2]
- 2008: „Roxy Elephant“ (Neuauflage als CD)
- 2010: „Out Of The Ashes“ (Neuauflage mit Live-Bonustrack)
- 2012: „Pancake Live (2002)“ (nur als Download-Album)
- 2013: „No Illusions“ (Neuauflage auf CD mit unveröffentlichten Bonustracks)

Als Late: „Remember The Times“ (2006)